# 赣州站
赣州站位于江西省赣州市章贡区，是京九铁路、赣龙铁路和赣韶铁路的一座火车站，等级为一等站，距北京西站1861公里，距常平站454公里，本站及相邻上下行区间均为电气化区段。车站建于1996年，现办理客货运业务，新建的赣瑞龙铁路也将以该站为起点。
该站自2015年12月26日起，首次开行和谐号动车组列车，经赣瑞龙铁路往福建、厦门方向运行。

## 车站结构

### 站房
赣州站站房于1996年投入使用，为线侧平式站房，总建筑面积9808平方米:842。站房共有两层，设有4个候车室，总共可容纳12000余人。其中一层的2号候车室还提供中转换乘功能。赣州当地政府于2018年下半年对车站的外立面、站内设施进行改造，于2019年1月完工。
- 2016年的赣州站站房
- 进站大厅
- 候车室
- 出站通道
- 便捷换乘

### 站场

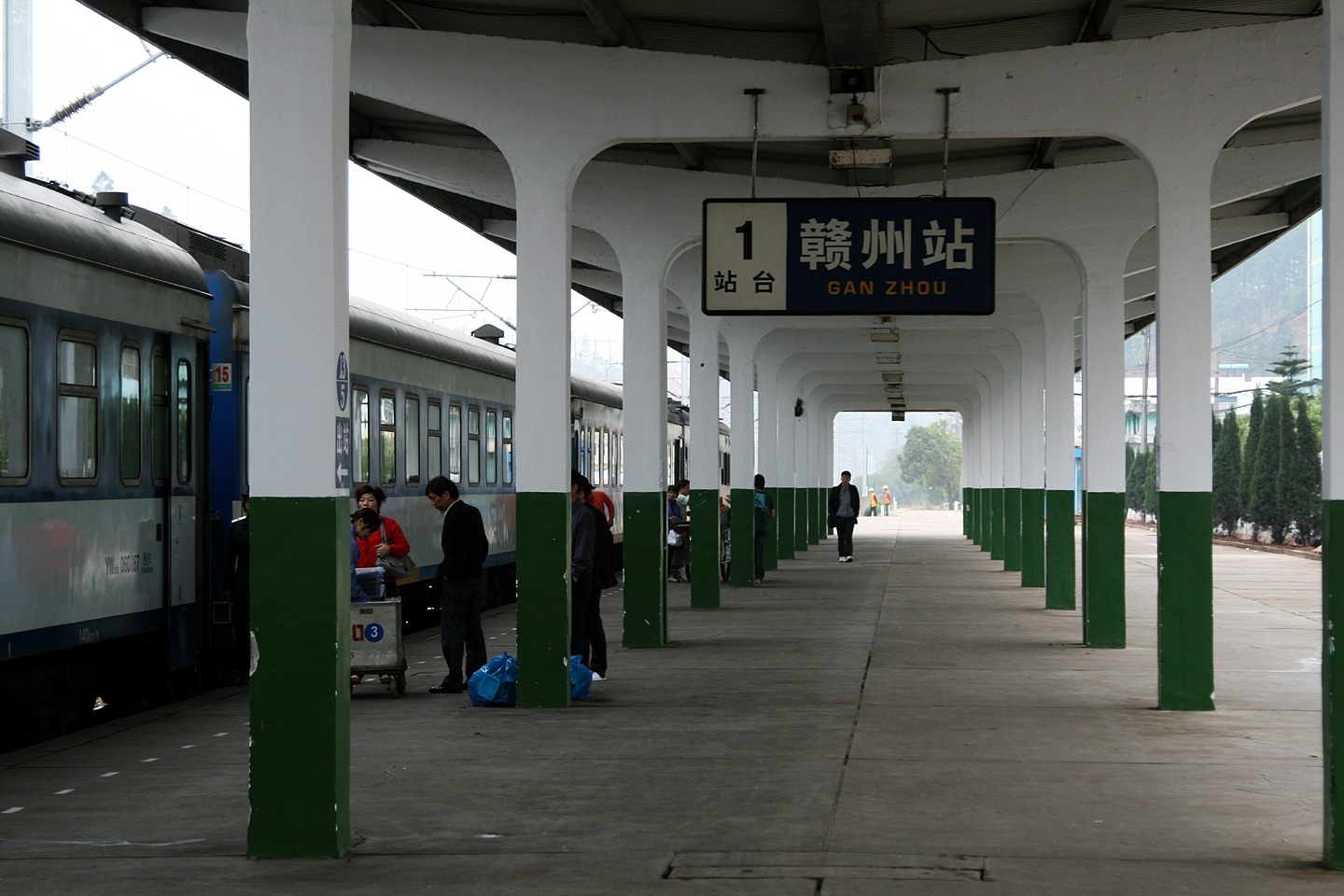
2012年的赣州站站台

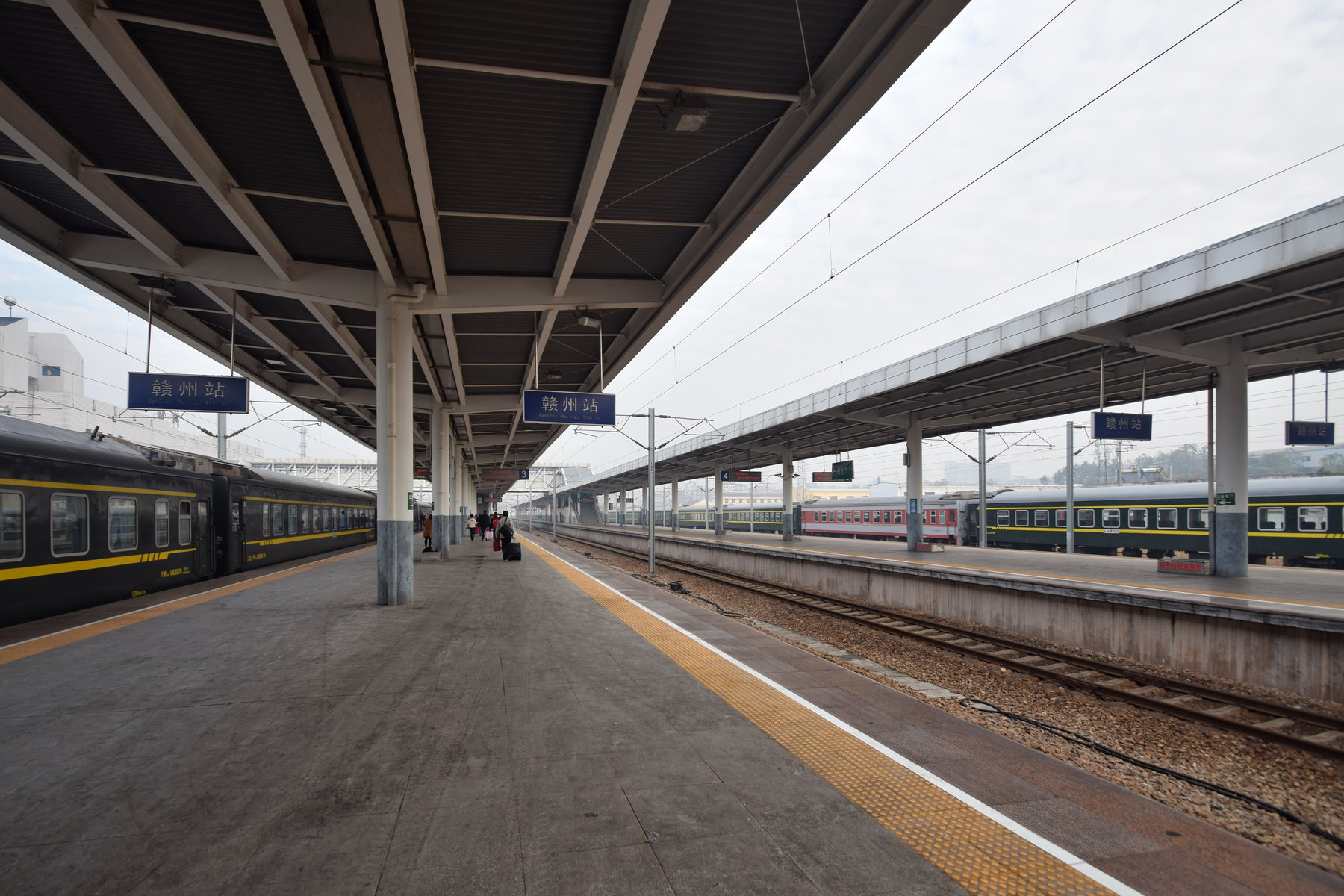
目前的车站站台

赣州站在开通时设有两座旅客站台。作为京九铁路电气化工程的一部分，2012年车站新增一座站台，并将既有两座旅客站台改造为高站台。站台和站场间通过进站天桥、地下通道和一座行包通道连接。
|          | 5站台                             | 京九铁路 往常平方向（赣州南站） |
| 岛式站台 |                                   |                                 |
| 4站台    | 京九铁路 往常平方向（赣州南站）   |                                 |
| 3站台    | 京九铁路 往常平方向（赣州南站）   |                                 |
| 岛式站台 |                                   |                                 |
| 2站台    | 京九铁路 往常平方向（赣州南站）   |                                 |
| 通过线   | 京九铁路下行列车通过线            |                                 |
| 通过线   | 京九铁路上行列车通过线            |                                 |
| 1站台    | 京九铁路 往北京西方向（赣州东站） |                                 |
| 侧式站台 |                                   |                                 |
| 站房     | 进站口、售票、候车、检票口        |                                 |

## 旅客列车目的地
| 列车所属路局   | 目的地（粗体表示包括赣州站始发至该站的列车，非粗体表示只有经停列车）                                       |
| -------------- | --- |
| 北京铁路局     | 北京西、北京豐臺、深圳东、天津                                                                             |
| 广州铁路集团   | 北京豐臺、成都西、成都东、东莞东、广州、青岛北、九江、上海南、深圳、深圳东、苏州                           |
| 哈尔滨铁路局   | 深圳東、哈尔滨西、牡丹江、廣州、海口、齐齐哈尔                                                             |
| 呼和浩特铁路局 | 包頭、深圳东                                                                                               |
| 济南铁路局     | 济南、深圳东                                                                                               |
| 兰州铁路局     | 兰州、深圳東                                                                                               |
| 南昌铁路局     | 北京豐臺、福州、福州南、廣州東、九江、定南、南昌、瑞金、上海虹橋、深圳北、深圳东、无锡、厦门、鹰潭、廈門北 |
| 青藏铁路公司   | 深圳东、西宁                                                                                               |
| 上海铁路局     | 广州、广州东、合肥、南京、宁波、深圳东、南通、徐州                                                         |
| 沈阳铁路局     | 深圳東、沈阳北、長春、廈門北                                                                               |
| 太原铁路局     | 大同、广州东、太原、厦门北                                                                                 |
| 武汉铁路局     | 深圳东、十堰、信陽                                                                                         |
| 西安铁路局     | 深圳東、西安                                                                                               |
| 郑州铁路局     | 深圳东、厦门北、郑州                                                                                       |

### 普速始发车次
- K470：至无锡
- K1454：至北京豐臺
- K8724：至南昌